# Pseudobagrus pratti
Pseudobagrus pratti är en fiskart som först beskrevs av Albert Günther 1892.  Pseudobagrus pratti ingår i släktet Pseudobagrus, och familjen Bagridae. Inga underarter finns listade.
Arten är endemisk i Kina och förekommer bland annat i Yangtzefloden och Pärlfloden.